# Антипарниковый эффект

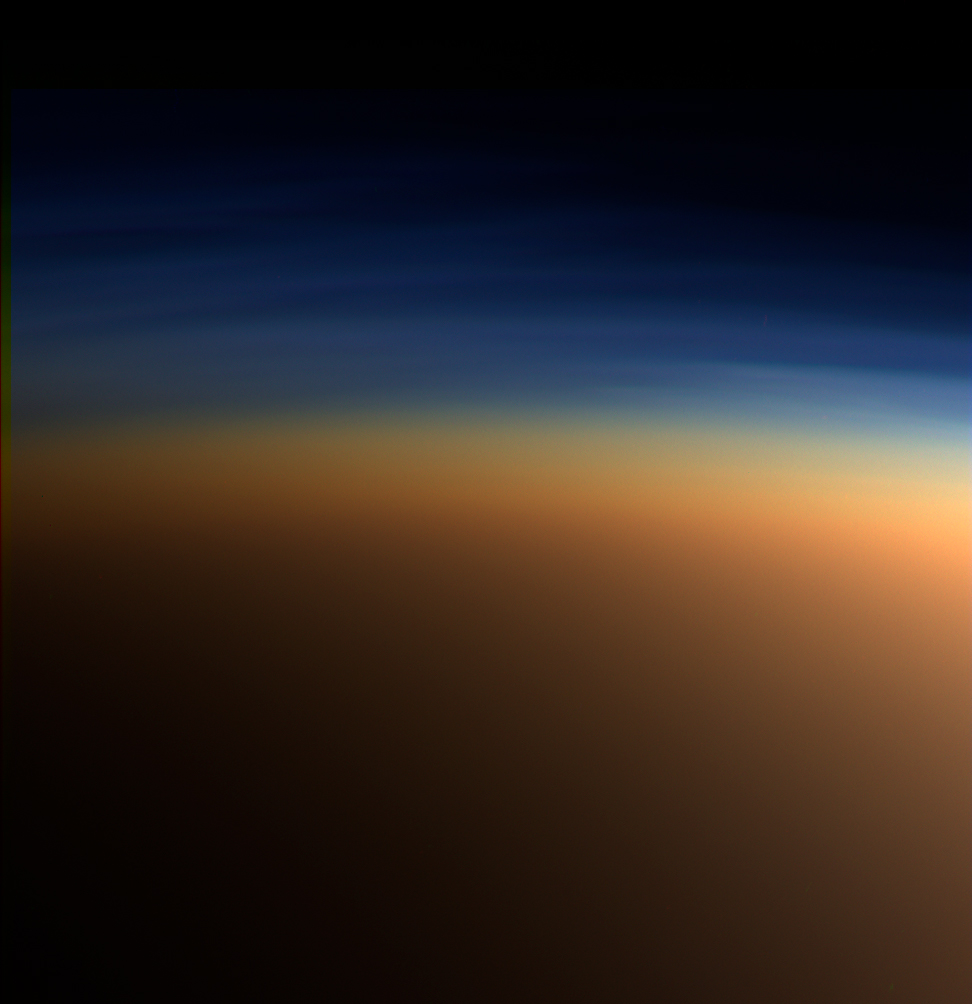
Титан в естественном цвете. Видно атмосферу с аэрозольной дымкой. Снимок «Кассини», 2005

Антипарниковый эффект — атмосферный эффект, производящий противоположное парниковому эффекту действие, а именно охлаждающий поверхность небесного тела. В отличие от парникового эффекта, в данном случае атмосфера хорошо поглощает солнечное излучение, однако пропускает инфракрасное от поверхности. В совокупности это приводит к охлаждению поверхности.
В Солнечной системе известно несколько примеров антипарникового эффекта. Аэрозоли в атмосфере Титана, содержащие органические молекулы, поглощают 90 % солнечного излучения, но довольно слабо — в инфракрасной области спектра. В результате поверхность Титана на 10 градусов холоднее, чем должна быть. Также для атмосферы Титана характерна обратная температурная зависимость, когда с повышением высоты температура атмосферы возрастает.
Несколько иной механизм на Плутоне. При приближении Плутона к Солнцу температура около его поверхности заставляет льды сублимироваться и превращаться в газы. Это создаёт антипарниковый эффект: подобно поту, охлаждающему тело при испарении с поверхности кожи, сублимация производит охлаждающий эффект на поверхность Плутона. При удалении планеты от Солнца газы конденсируются обратно на поверхность планеты (начиная с шапок полюсов).
Возможны локальные антипарниковые эффекты, например, на Земле в промышленных районах с большими выбросами аэрозолей, в зоне извержения вулканов или на Марсе во время пылевых бурь.
Также подобные сценарии рассматриваются в случае ядерной зимы и ранней атмосферы Земли.